# Balladyna (album Renaty Przemyk)
Balladyna – siódmy album Renaty Przemyk, wydany w 2001. Album wydała wytwórnia Sony Music Entertainment Poland. Na płycie znajdują się utwory napisane przez artystkę do spektaklu Balladyna w reżyserii Jana Machulskiego. 

## Lista utworów
1. „Łatwo uwierzyć” – 3:28
2. „Wiosna” – 1:10
3. „Grabiec” – 2:30
4. „Goplana” – 2:27
5. „Matka” – 3:08
6. „Czary” – 1:29
7. „Twoja kara” – 3:40
8. „Lutnia” – 2:08
9. „Filon” – 2:44
10. „Alina” – 2:39
11. „Czasem” – 2:55
12. „Wojna” – 2:31
13. „Śmierć” – 1:51
14. „Ball” – 2:40
15. „Piorun” – 0:23
16. „Promień” – 3:52

Single
1. „Łatwo uwierzyć”

## Muzycy
- Renata Przemyk – śpiew
- Maciej Inglot – akordeon
- Robert Kubiszyn – kontrabas, wiolonczela
- Grzegorz Kućmierz – altówka, skrzypce